# 샬린스키군 (체첸 공화국)

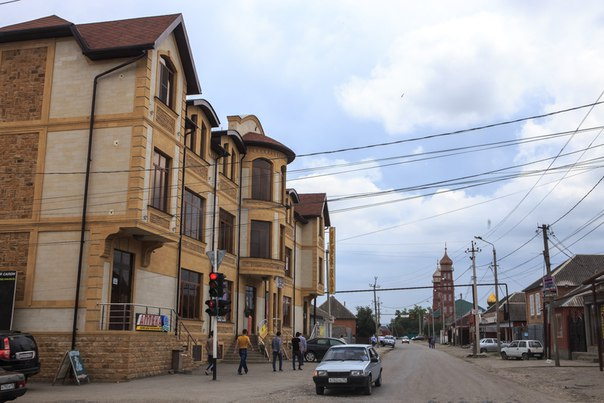

샬린스키 군의 위치

샬린스키군(러시아어: Шалинский район)은 체첸 공화국에 위치한 군이다. 중심지는 샬리이다.
인구는 109,218명 (2002년); 113,000명 (1995년)이다.

## 같이 보기
- 체첸 공화국의 행정 구역